# La Motte-Chalancon
La Motte-Chalancon (okzitanisch: gleichlautend) ist ein Ort und eine Gemeinde mit 400 Einwohnern (Stand 1. Januar 2022) im Osten des Départements Drôme in der südfranzösischen Region Auvergne-Rhône-Alpes.

## Lage
Der Ort La Motte-Chalancon liegt am Flüsschen Oule in einer Höhe von ca. 550 m ü. d. M. ca. 46 km (Fahrtstrecke) südlich der Kleinstadt Die bzw. 37 km nordöstlich von Nyons.

## Bevölkerungsentwicklung
| Jahr                       | 1800 | 1851 | 1901 | 1954 | 1999 | 2013 |
| -------------------------- | ---- | ---- | ---- | ---- | ---- | ---- |
| Einwohner                  | 1161 | 1097 | 797  | 517  | 395  | 403  |
| Quellen: Cassini und INSEE |      |      |      |      |      |      |

Der kontinuierliche Bevölkerungsrückgang ist im Wesentlichen auf die abgelegene Lage des Ortes und den Verlust an Arbeitsplätzen infolge der Mechanisierung der Landwirtschaft zurückzuführen.

## Wirtschaft
Die Einwohner des Ortes lebten jahrhundertelang als Selbstversorger von der Landwirtschaft (Feldbau und Viehzucht). Auch Wein wurde angebaut; der Ort besitzt auch heute noch das Recht zur Vermarktung seiner Weintrauben über die Appellationen Mediterranée und Drôme; doch wird wegen der Höhenlage kaum noch Wein angebaut. Stattdessen finden sich in kleinerem Umfang Oliven-, Aprikosen-, Kirsch- und Apfelbäume; außerdem gibt es zahlreiche Lavendelfelder. Seit den letzten Jahrzehnten des 20. Jahrhunderts spielt der Tourismus in Form der Vermietung von Ferienwohnungen (gîtes) eine wichtige Rolle im Wirtschaftsleben des Ortes.

## Geschichte
Auf dem Gemeindegebiet von La Motte-Chalancon wurden neolithische und gallorömische Kleinfunde gemacht.
Im 10. Jahrhundert existierte eine Burg (château), doch stand der Ort im hohen und späten Mittelalter unter der Grundherrschaft (seigneurie) der Burgherrn von Bruis oder von Cornillon. Im ausgehenden 16. Jahrhundert existierte – wie auch in den Nachbarorten La Charce, Saint-Dizier-en-Diois, Arnayon u. a. – eine große protestantische Gemeinschaft.

## Sehenswürdigkeiten
- Die örtliche Pfarrkirche dominiert den Ort und steht im ehemaligen Geviert der Burg. Der Kirchenbau wurde jedoch im 14. Jahrhundert in gotischem Stil erneuert und in den Jahren 1896/97 nochmals überarbeitet.
- Ein im 19. Jahrhundert errichtetes protestantisches Gotteshaus (temple) mit einem einfachen Glockengiebel (clocher mur) steht mitten im Ort.

## Gemeindepartnerschaft
Eine Partnerschaft besteht mit Stembert, einem Stadtteil von Verviers in Belgien.